# Cladosporium helicosporum
Cladosporium helicosporum är en svampart som beskrevs av R.F. Castañeda & W.B. Kendr. 1997. Cladosporium helicosporum ingår i släktet Cladosporium och familjen Davidiellaceae.   Inga underarter finns listade i Catalogue of Life.